# Anacyclus ciliatus
Anacyclus ciliatus е вид растение от семейство Сложноцветни (Asteraceae).

## Разпространение
Видът е разпространен в Азербайджан.